# Lent (Jura)
Lent – miejscowość i gmina we Francji, w regionie Burgundia-Franche-Comté, w departamencie Jura.
Według danych na rok 1990 gminę zamieszkiwało 149 osób, a gęstość zaludnienia wynosiła 36 osób/km² (wśród 1786 gmin Franche-Comté Lent plasuje się na 595. miejscu pod względem liczby ludności, natomiast pod względem powierzchni na miejscu 873.).